# Most
Most (in tedesco Brüx) è una città della Repubblica Ceca, capoluogo del distretto omonimo, nella regione di Ústí nad Labem.

## Quartieri
Starý Most (Ponte Vecchio in italiano) è una zona della città in gran parte distrutta tra il 1967 e il 1982 per la realizzazione di una miniera di carbone a cielo aperto. Con l'eccezione di una chiesa tardogotica, spostata di alcune centinaia di metri dal sito originario, buona parte dei monumenti della cittadina sono andati distrutti.

## Amministrazione

### Gemellaggi
- Meppel, Paesi Bassi
- Marienberg, Germania
- Ptolemaida, Grecia